# Kazanyi nemzetközi repülőtér
A kazanyi nemzetközi repülőtér (tatár nyelven: Qazan Xalıqara Hawalimanı, oroszul: Международный аэропорт Казань) (IATA: KZN, ICAO: UWKD) nemzetközi repülőtér Oroszországban, Kazany központjától 25 km-re délkeletre helyezkedik el. A repülőtérről Oroszország, Európa és Ázsia nagyobb városaiba indulnak járatok. Minden forgalomban levő repülőgéptípus fogadására képes.

## A repülőtér története
Oroszország egyik legnagyobb reptere, a Skytrax véleménye szerint a legjobb regionális reptér, mely 2014-ben megkapta a „2014 legjobb reptere” címet. 2014-ben 1, 942 ezer főt, valamint 15 365 járatot szolgált ki. 2015-ben 1 794 740 utas (-7,63%) fordult meg a reptéren.
- 1972 – döntés születik a „Kazán-2” reptér megépítéséről, 2500 m hosszú felszálló pályával.
- 1974 szept.15-e a nemzetközi „Kazán-2” reptér születésnapja, elindul az első TU-134 Kazán-Szocsi járat.
- 1979 novemberében a reptér fogadja a TU-154, TU-134, IL-18, AN-12, AN-24, JAK-40 és más gépeket.
- 1982-től IL-86 fogadására is alkalmas.
- 1983. február elsejétől az ICAO I. osztályú követelmény rendszerének felel meg.
- 1984. szeptember 28-tól „Kazán” névre nevezik át.
- 1986. február 21-től nemzetközi minősítést kap.
- 1987. május elsején TU-154 járattal elindul az első nemzetközi járat Berlinbe és ettől a naptól kezdve „Kazán” reptér nemzetközi járatokat szolgál ki Németországba, Törökországba, Lengyelországba, Bulgáriába, Kínába és egyéb országokba.
- 1992. október 26-n indul el az első rendszeres Kazán-Isztambul-Kazán járat.
- 1995-2000 kidolgozták a nemzetközi „Kazán” reptér teljes rekonstrukciós tervét és meghosszabitották a leszállópályát 3750 méterre.
- 1997. márciusában a Lufthansa elindítja rendszeres Kazán-Frankfurt járatát, A-319 típusú géppel.
- 2005-ben megnyílik a modern business terminál, 100 fő/óra fogadási készséggel.
- 2006. szeptember 29-n a reptér fogadja a világ legnagyobb teherszállító gépét, az AN-225 típusú „Mrija”-t.
- 2012. november 7-n megnyitják az 1,2M fő/év kapacitású 1A Terminált.
- 2013 májusától működik a „Kazán vasútállomás – Kazán nemzetközi reptér” vasúti járat a modern „Lasztocska” szerelvényekkel.
- 2013. július 6-n a XXVII Nemzetközi nyári Universiade nyitó napján a reptér 123 járatot fogadott.

## Forgalom
Az utasforgalom az elmúlt években az alábbi módon változott:
| Utasok száma | 472 000 | 1 023 000 | 763 846 | 958 530 | 1 486 904 | 1 942 408 | 1 912 961 | 3 141 776 | 2 171 603 | 4 018 000 |
|              | 1965    | 1975      | 2008    | 2010    | 2012      | 2014      | 2016      | 2018      | 2020      | 2022      |

## Légitársaságok és célállomások
- Aeroflot (Moszkva-Seremetyevo, Frankfurt, Szentpétervár)
- Angara Airlines (Cseljabinszk)
- Check Airlines (Prága)
- Finnair (Helsinki)
- FlyDubai (Dubai)
- Nordwin Airlines (Moszkva-Seremetyevo)
- Rossia (Szentpétervár)
- S7Airlines (Moszkva-Domogyedovo)
- Somon Air (Dushanbe,Khudzhand)
- Turkish Airlines (Isztambul-Atatürk)
- Ural Airlines (Dubai)
- Uzbekistan Airways (Fergana,Taskent)
- UTair (Moszkva-Vnukovo)